# Vulcan, Hunedoara
Vulcan là một thị xã thuộc hạt Hunedoara, România. Dân số thời điểm năm 2002 là 29787 người.